# Werner Rebhuhn

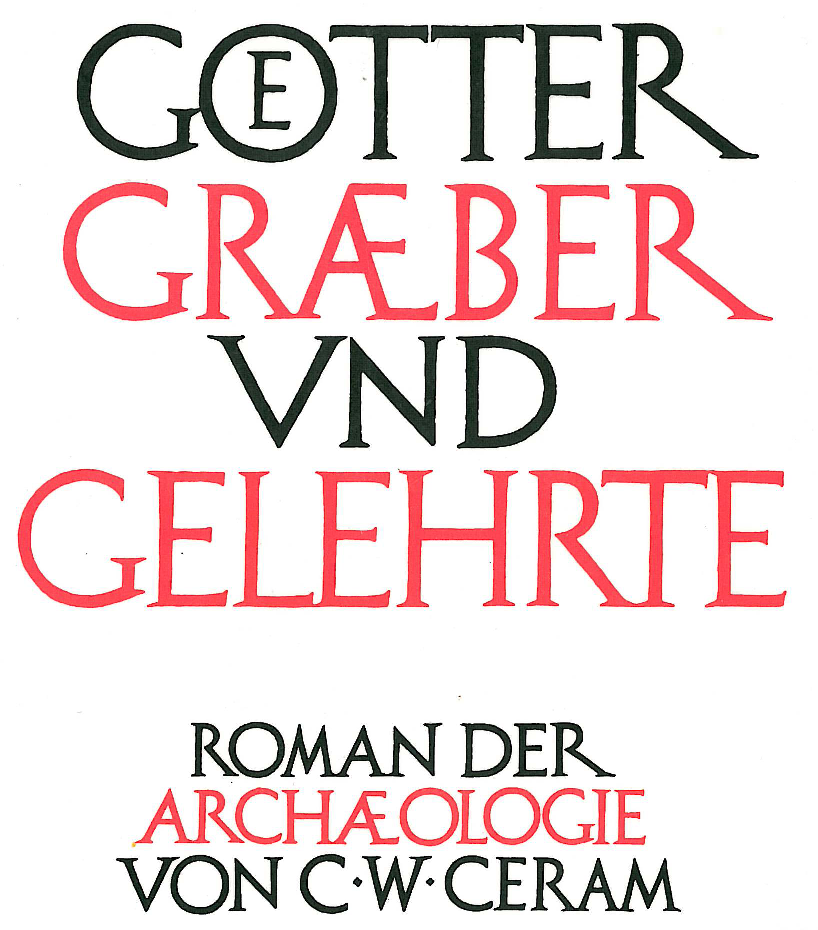
Umschlag Rebhuhns für Götter, Gräber und Gelehrte, erschienen 1949 im Rowohlt Verlag

Werner Rebhuhn (* 1. Mai 1922 in Göttingen; † 23. Januar 2001 in Hamburg) war ein deutscher Grafiker und Künstler, der unter anderem für die Verlage Rowohlt, Piper, S. Fischer, Ullstein und Hoffmann und Campe tätig war. Als Buchgestalter mit einer kunstgeschichtlichen Ausbildung in der Tradition von Emil Preetorius oder Emil Rudolf Weiß hatte er profunde Kenntnisse in Typografie, Farbgebung und Einbandgestaltung.

## Biografie und Werk
Rebhuhn studierte von 1940 bis 1944 Grafik an der Hochschule für bildende Künste Hamburg  bei Carl Otto Czeschka und illustrierte von 1943 bis 1950 Bücher der Hanseatischen Verlagsanstalt. 1946 entwarf er den Titel für eine der ersten RoRoRo-Ausgaben, die im Zeitungsformat gedruckt wurden: Ernest Hemingways In einem andern Land.
Die meisten Arbeiten Rebhuhns entstanden ab 1959 für den Rowohlt Verlag, beispielsweise für Werke von C. W. Ceram, D. H. Lawrence, Ernest Hemingway, Henry Miller, Vladimir Nabokov, Jean-Paul Sartre und Harper Lees Roman Wer die Nachtigall stört. Rebhuhn gestaltete auch zahlreiche Taschenbuchumschläge sowie das erste Design von rowohlts monographien.
Rebhuhn betätigte sich ebenfalls als Schriftgestalter: Im Jahr 1953 entstand die Schreibschrift „Fox“, zwei Jahre später die „Hobby“ für die Schriftgießerei Genzsch & Heyse.
Er lebte lange im Süden des Hamburger Stadtteiles Hausbruch.